# Милош Павловић (шахиста)
Милош Павловић (Београд, 5. јануар 1964) је српски шаховски велемајстор, шаховски теоретичар и писац.

## Шаховска каријера
На међународним турнирима се такмичи од 1981. Велемајсторску титулу је добио 1994. Његов највећи успех до сада био је освајање мастер турнира два пута на реномираном међународном шаховском фестивалу Билу/Бјену у Швајцарској.
Више пута је учествовао на првенствима Југославије и Србије. Највећи успех постигао је 2002. када је освојио Првенство Југославије. Као репрезентативац Србије и Црне Горе учествовао је на Екипном првенству Европе 2003.

## Аутор књига
- Fighting the Ruy Lopez (Everyman Chess, London, 2009)  978-1857445909
- Cutting Edge: The Open Sicilian 1 (Quality Chess, Glasgow, 2010)  978-1906552572
- Cutting Edge: Sicilian Najdorf 8.Be3 (Quality Chess, Glasgow, 2011)  978-1906552770
- Unknown Weapons in the Grünfeld (Thinkers Publishing, 2016)  978-9082256666
- New Weapons in the King’s Indian (Thinkers Publishing, 2016)  978-9492510020
- The Modernized Nimzo: Queen's Gambit Declined (Thinkers Publishing, Nevele, 2018)  978-9492510136
- The Modernized Colle-Zukertort Attack (Thinkers Publishing, 2019)  978-9492510525
- The Modernized Scotch Game: A Complete Repertoire for White and Black (Thinkers Publishing, 2019)  978-9492510648
- The Modernized Stonewall Defense (Thinkers Publishing, 2020)  978-9492510730